# Stemonocoleus micranthus
Stemonocoleus micranthus är en ärtväxtart som beskrevs av Hermann August Theodor Harms. Stemonocoleus micranthus ingår i släktet Stemonocoleus och familjen ärtväxter. Inga underarter finns listade i Catalogue of Life.